# Łoskoń Stary
Łoskoń Stary (prononciation : [ˈwɔskɔɲ ˈstarɨ]) est un village polonais de la gmina de Murowana Goślina dans le powiat de Poznań de la voïvodie de Grande-Pologne dans le centre-ouest de la Pologne.
Il se situe à environ 11 kilomètres au nord de Murowana Goślina (siège de la gmina) et à 31 kilomètres au nord de Poznań (siège du powiat et capitale régionale).

## Histoire
De 1975 à 1998, le village faisait partie du territoire de la voïvodie de Poznań.

Depuis 1999, Łopuchowo est situé dans la voïvodie de Grande-Pologne.
Jusqu'au 31 décembre 2013, le village s'appelait Stary Łoskoń. Depuis, il porte le nom de Łoskoń Stary.